# سیرک عجایب: دستیار یک خون‌آشام
سیرک عجایب: دستیار یک شبح (به انگلیسی: Cirque du Freak: The Vampire's Assistant) نام یک فیلم فانتزی ماجرایی محصول سال ۲۰۰۹ آمریکاست. فیلم اقتباسی از رمانی به همین نام نوشته دارن شان است.